# Тапхар
Тапхар (рос. Тапхар) — селище Іволгинського району, Бурятії Росії. Входить до складу Сільського поселення Іволгинське.
Населення — 566 осіб (2015 рік).
Село засноване 1974 року.